# Tháng
Tháng là một đơn vị đo thời gian bằng khoảng hoặc hơn 1/12 cả thời gian trong năm và 1/3 cả mùa, được sử dụng trong lịch, với độ dài xấp xỉ như chu kỳ tự nhiên có liên quan tới chuyển động của Mặt Trăng. Khái niệm truyền thống phát sinh với chu kỳ của các tuần trăng; vì thế các tháng âm lịch là các tháng giao hội và kéo dài khoảng 120 ngày. Từ các thẻ gỗ khắc dấu đã khai quật, các nhà nghiên cứu đã suy ra rằng loài người đếm số ngày có liên quan tới các tuần trăng bắt đầu từ thời đại đồ đá cũ. Các tháng giao hội vẫn là nền tảng của nhiều loại lịch ngày nay và nó được dùng để phân chia năm.
Do lấy Mặt Trăng làm quy chiếu cho tháng nên Nguyệt (月) nghĩa gốc là "Mặt Trăng" còn có nghĩa chuyển là "Tháng". Ví dụ như Nguyệt báo hay Nguyệt san (tờ báo/tạp chí ra hàng tháng).

## Các loại tháng dựa trên Mặt Trăng

### Tháng thiên văn
Chu kỳ của quỹ đạo Mặt Trăng được xác định so với thiên cầu được gọi là tháng thiên văn hay tháng hằng tinh do nó là khoảng thời gian để Mặt Trăng quay trở lại tới vị trí đã cho trước so với các ngôi sao, tiếng La tinh gọi là sidus và nó dài khoảng 27,321661 ngày (27 ngày 7 giờ 43 phút 11,5 giây). Kiểu tháng như thế này được ghi nhận trong các nền văn hóa tại Trung Đông, Ấn Độ và Trung Quốc theo cách sau: người ta chia bầu trời ra làm 27 hay 28 cung, mỗi cung được nhận dạng bằng (các) ngôi sao dễ thấy nhất trong đó.

### Tháng chí tuyến
Một tập quán khác là liệt kê các vị trí của các thiên thể so với điểm xuân phân. Do tiến động, điểm này chuyển dịch lùi chậm chạp dọc theo đường hoàng đạo. Vì thế nó sẽ làm cho Mặt Trăng mất ít thời gian hơn để trở về kinh độ hoàng đạo 0 độ ít hơn so với cùng một điểm chốt cố định theo các định tinh. Nó kéo dài 27,321582 ngày (27 ngày 7 giờ 43 phút 4,7 giây). Chu kỳ ngắn hơn một chút này được gọi là tháng chí tuyến hay tháng phân chí; nó là tương tự như năm chí tuyến của Mặt Trời.

### Tháng điểm cận địa
Giống như mọi quỹ đạo thiên thể khác, quỹ đạo của Mặt Trăng là một hình elip chứ không phải đường tròn. Tuy nhiên, hướng cũng như hình dáng của quỹ đạo này không cố định. Cụ thể, vị trí của các củng điểm (bao gồm điểm cận địa và điểm viễn địa) tạo ra một chu trình đầy đủ (tiến động Mặt Trăng) trong khoảng 9 năm. Nó làm cho Mặt Trăng phải mất nhiều thời gian hơn để trở về cùng một củng điểm do củng điểm đó chuyển động về phía trước trong một vòng xoay của Mặt Trăng. Chu kỳ dài hơn này gọi là tháng điểm cận địa và nó có độ dài trung bình khoảng 27,554551 ngày (27 ngày 13 giờ 18 phút 33,2 giây). Đường kính biểu kiến của Mặt Trăng dao động theo chu kỳ này, và vì thế kiểu tháng này có một số sự thích đáng để dự báo các chu kỳ thực (nhật thực, nguyệt thực, xem thêm chu kỳ thực Saros) mà phạm vi, độ kéo dài và biểu hiện của nó (là toàn phần hay hình khuyên) phụ thuộc vào đường kính biểu kiến của Mặt Trăng. Đường kính biểu kiến của trăng tròn dao động theo chu kỳ trăng tròn, là chu kỳ có liên quan tới tháng giao hội và tháng điểm cận địa theo công thức: {\displaystyle FC={\frac {SM\times AM}{SM-AM}}} = 411,78443 ngày (trong đó AM là tháng điểm cận địa còn SM là tháng giao hội), và cũng là chu kỳ mà theo đó các củng điểm hướng về phía Mặt Trời một lần nữa.

### Tháng giao điểm thăng
Quỹ đạo của Mặt Trăng nằm trên một mặt phẳng nghiêng so với mặt phẳng hoàng đạo. Nó có độ nghiêng bằng khoảng 5,145 độ. Giao tuyến của hai mặt phẳng này xác định hai điểm trên thiên cầu: đó là giao điểm thăng (La Hầu), khi bạch đạo (đường chuyển động của Mặt Trăng) vượt qua hoàng đạo để Mặt Trăng di chuyển về bắc bán cầu, và giao điểm giáng (Kế Đô) khi bạch đạo vượt qua hoàng đạo để Mặt Trăng di chuyển về nam bán cầu. Tháng giao điểm thăng là độ dài thời gian trung bình giữa hai lần kế tiếp khi Mặt Trăng vượt qua giao điểm thăng (xem thêm Giao điểm Mặt Trăng, La Hầu và Kế Đô). Do lực hấp dẫn của Mặt Trời tác động vào Mặt Trăng nên quỹ đạo của nó dần dần xoay về phía tây trên trục của nó, nghĩa là các giao điểm cũng dần dần xoay xung quanh Trái Đất. Kết quả là thời gian để Mặt Trăng quay trở về cùng một giao điểm là ngắn hơn so với tháng thiên văn. Nó dài 27,212220 ngày (27 ngày 5 giờ 5 phút 35,8 giây). Mặt phẳng của quỹ đạo Mặt Trăng cũng tiến động theo một chu kỳ khoảng 18,5996 năm.
Do quỹ đạo Mặt Trăng nghiêng so với hoàng đạo nên Mặt Trời, Trái Đất và Mặt Trăng chỉ thực sự có thể nằm trên cùng một đường thẳng khi Mặt Trăng ở một trong hai giao điểm thăng hay giáng này. Khi điều đó xảy ra thì nhật thực hay nguyệt thực mới có thể xảy ra. Do La Hầu và Kế Đô (Rahu và Ketu trong thần thoại Hindu, được người ta cho là sống tại các giao điểm này và nuốt Mặt Trăng hay Mặt Trời khi xảy ra hiện tượng thực) có hình tượng là những vị thần hình dạng rồng/rắn nên trong một số ngôn ngữ, như tiếng Anh, tháng giao điểm thăng này được gọi là "draconic month", nghĩa là tháng rồng, là sự liên hệ với vị thần rồng huyền thoại này.

### Tháng giao hội
Là chu kỳ trung bình của chuyển động của Mặt Trăng so với Mặt Trời. Tháng giao hội có liên quan tới các pha của Mặt Trăng (các tuần trăng), do biểu hiện bề ngoài của Mặt Trăng phụ thuộc vào vị trí của nó so với Mặt Trời khi quan sát từ Trái Đất. Trong khi Mặt Trăng chuyển động vòng quanh Trái Đất thì Trái Đất cũng di chuyển trong chuyển động vòng quanh của mình xung quanh Mặt Trời. Điều này có nghĩa là sau khi Mặt Trăng đã thực hiện xong một vòng di chuyển tương đối so với các định tinh (tháng thiên văn) thì nó vẫn phải di chuyển thêm một khoảng cách nữa để đạt tới vị trí mới sao cho khi được quan sát từ Trái Đất là nằm cùng ở vị trí so với Mặt Trời như lúc ban đầu. Chu kỳ dài hơn này được gọi là tháng giao hội (tiếng Hy Lạp: σὺν ὁδῴ, sun hodō, nghĩa là "với con đường [của Mặt Trời]") hay tháng sóc vọng. Do các nhiễu loạn trong các quỹ đạo của Trái Đất và Mặt Trăng nên khoảng thời gian thực tế giữa các chu kỳ tuần trăng có thể dao động từ khoảng 29,27 tới khoảng 29,83 ngày. Độ dài trung bình dài hạn là khoảng 29,530589 ngày (29 ngày 12 giờ 44 phút 2,9 giây). Tháng giao hội được sử dụng trong chu kỳ Meton.

## Độ dài tháng dựa theo Mặt Trăng
Bảng dưới đây liệt kê độ dài trung bình của các loại tháng Mặt Trăng thiên văn khác nhau. Chúng không phải là hằng số nên sự xấp xỉ bậc nhất (tuyến tính) của các thay đổi trường kỳ cũng được kèm theo:
Có giá trị cho kỷ nguyên J2000.0 (1 tháng 1 năm 2000 lúc 12:00 TT):
| Tháng điểm cận địa    | 27,554549878 - 0,000000010390 × y ngày |
| Tháng thiên văn       | 27,321661547 + 0,000000001857 × y ngày |
| Tháng chí tuyến       | 27,321582241 + 0,000000001506 × y ngày |
| Tháng giao điểm thăng | 27,212220817 + 0,000000003833 × y ngày |
| Tháng giao hội        | 29,530588853 + 0,000000002162 × y ngày |

Ghi chú: Thời gian được biểu diễn theo thời gian thiên văn (chính xác hơn là thời gian Trái Đất), với một ngày dài 86.400 giây trong hệ SI. y là số năm kể từ đầu kỷ nguyên (2000), được biểu diễn theo năm Julius gồm 365,25 ngày. Lưu ý rằng trong các tính toán lịch pháp, người ta có thể sử dụng ngày được đo theo thang thời gian của thời gian vũ trụ, tuân theo sự chuyển động không thể dự báo chính xác tuyệt đối của Trái Đất và được tích lũy thành sai số so với thời gian thiê văn, gọi là ΔT.

## Hệ quả lịch pháp
Để có thêm chi tiết về chủ đề này, xem âm lịch và âm dương lịch.
Ở mức đơn giản nhất, mọi âm lịch đều dựa trên độ dài xấp xỉ của 2 chu kỳ tuần trăng kéo dài 59 ngày: một tháng đủ dài 30 ngày và theo đó là một tháng thiếu dài 29 ngày — nhưng điều này chỉ có độ chính xác thấp và nhanh chóng cần có hiệu chỉnh bằng cách sử dụng các chu kỳ lớn hơn hay tương đương là bằng các ngày nhuận.
Thứ hai, các tháng giao hội không dễ dàng khớp với năm, điều này làm cho việc tạo ra các âm dương lịch có quy tắc và chính xác là rất khó khăn. Giải pháp phổ biến nhất cho vấn đề này là chu kỳ Meton, với một thực tế là 235 chu kỳ tuần trăng dài xấp xỉ khoảng 19 năm chí tuyến (được bù bổ sung thêm cho tròn 6.940 ngày). Tuy nhiên, lịch kiểu Meton (chẳng hạn như lịch Do Thái) sẽ bị lệch so với các mùa khoảng 1 ngày sau mỗi 200 năm.
Các vấn đề của việc tạo ra âm lịch đáng tin cậy có thể giải thích tại sao các loại dương lịch, với các tháng không còn liên quan tới các pha của Mặt Trăng và chỉ dựa trên chuyển động của Trái Đất xung quanh Mặt Trời (hay chuyển động của Mặt Trời trên bầu trời khi quan sát từ Trái Đất), nói chung đã thay thế cho các loại âm lịch trong các mục đích dân sự tại phần lớn các quốc gia hiện nay.

## Tháng trong các loại lịch

### Bắt đầu của tháng âm lịch
Các loại lịch như lịch Hellenic, âm dương lịch Do Thái và âm lịch Hồi giáo bắt đầu tháng bằng sự xuất hiện của mảnh trăng lưỡi liềm non đầu tiên của trăng mới.
Tuy nhiên, chuyển động của Mặt Trăng trên quỹ đạo của nó là rất phức tạp và chu kỳ của nó không phải là một hằng số. Ngày và thời gian của quan sát thực tế này phụ thuộc vào kinh độ cũng như vĩ độ địa lý của người quan sát, các điều kiện khí quyển (có hay không có mây, mưa v.v.), thị lực của người quan sát v.v. Vì thế sự bắt đầu và độ dài các tháng trong các loại lịch này không thể dự báo chính xác.
Trong khi một số người, như những người theo phong trào Do Thái giáo Karaite vẫn còn dựa trên các quan sát trăng thực tế thì phần lớn những người khác đã chuyển sang dùng dương lịch Gregory.

### Lịch Julius và Gregory
Lịch Gregory, tương tự như lịch Julius có trước nó, đều có 12 tháng:
1. Tháng 1 (Januariô), 31 ngày
2. Tháng 2 (Februariô), 28 ngày trong các năm thường hay 29 ngày trong các năm nhuận
3. Tháng 3 (Martiô), 31 ngày
4. Tháng 4 (Aprilê), 30 ngày
5. Tháng 5 (Maiô), 31 ngày
6. Tháng 6 (Juniô), 30 ngày
7. Tháng 7 (Juliô), 31 ngày
8. Tháng 8 (Augustô), 31 ngày
9. Tháng 9 (Septembrê), 30 ngày
10. Tháng 10 (Octobrê), 31 ngày
11. Tháng 11 (Novembrê), 30 ngày
12. Tháng 12 (Đêxembrê), 31 ngày

Độ dài trung bình của tháng trong lịch Gregory là 30,4167 ngày hay 4,345 tuần trong năm thường và 30,5 ngày hay 4,357 tuần trong năm nhuận, hay 30,436875 ngày trong tháng Gregory trung bình tổng thể (365,2425 ÷ 12).
Các tháng tồn tại trong lịch La Mã trong quá khứ bao gồm:
- Mercedonius, tháng đôi khi thêm vào sau tháng 2 để tổ chức lại lịch.
- Quintilis, đổi thành July (tháng 7) để vinh danh Julius Caesar.
- Sextilis, đổi thành August (tháng 8) để vinh danh Augustus.

Trên phần lồi lên của khớp ngón tay (màu vàng): 31 ngày
Giữa các khớp ngón tay (màu lam): 30 ngày
Tháng 2 (màu đỏ) 28 hay 29 ngày.

Phần lồi lên của các khớp của 4 ngón tay trên cả hai bàn tay (trừ ngón trỏ) và khoảng lõm xuống giữa chúng có thể sử dụng để giúp ghi nhớ độ dài các tháng. Bằng cách coi tháng 1 là phần lồi lên ở ngón út bất kỳ và sắp xếp các tháng lần lượt vào các phần lồi lên và lõm xuống trên các ngón tay này cho tới khi đạt được tới phần lồi lên của ngón trỏ trên một bàn tay (tháng 7 ở tại vị trí đó) thì chuyển ngay sang phần lồi lên của ngón trỏ tại bàn tay kia hoặc tiếp tục đặt tháng 8 lên phần lồi lên đó và tiếp tục đặt lùi dần về (qua ngón giữa, tới phần lồi lên của ngón áp út) thì tất cả các tháng nằm tại phần lồi lên sẽ có 31 ngày (gồm tháng 1, 3, 5, 7, 8, 10, 12) còn các tháng tại phần lõm xuống thì chỉ có 30 ngày (gồm tháng 4, 6, 9, 11) hoặc 28/29 ngày (tháng 2). Kiểu ghi nhớ tự nhiên này đã được dạy tại nhiều trường tiểu học trong nhiều thập niên

#### Kalendae, Nonae, và Idūs
Trong lịch La Mã có 3 khái niệm là kalendae, nonae và idūs. Idūs là ngày thứ mười ba trong tám tháng, trừ các tháng 3, 5, 7 và 10 thì nó rơi vào ngày thứ mười lăm. Idūs được cho là có nguồn gốc là ngày trăng tròn. Nonae luôn luôn là 8 ngày trước idūs, nghĩa là rơi vào ngày thứ năm hay bảy, được cho là ngày có trăng bán nguyệt kể từ đầu tháng. Kalendae luôn luôn là ngày đầu tiên của tháng và nó được cho là có nguồn gốc là ngày đầu tiên khi có trăng mới.

### Lịch Do Thái
Lịch Do Thái có 12 hay 13 tháng.
1. Nisan, 30 ngày ניסן
2. Iyyar, 29 ngày אייר
3. Sivan, 30 ngày סיון
4. Tammuz, 29 ngày תמוז
5. Av, 30 ngày אב
6. Elul, 29 ngày אלול
7. Tishri, 30 ngày תשרי
8. Heshvan, 29/30 ngày חשון
9. Kislev, 29/30 ngày כסלו
10. Tevet, 29 ngày טבת
11. Shevat, 30 ngày שבט
12. Adar 1, 30 ngày, tháng nhuận אדר א
13. Adar 2, 29 ngày אדר ב

Adar 1 chỉ được thêm vào có 7 lần trong 19 năm. Trong các năm thường, Adar 2 được gọi đơn giản là Adar.

### Lịch cộng hòa Pháp
Lịch này được đề xuất trong thời kỳ Cách mạng Pháp, và được chính quyền cộng hòa tại Pháp khi đó sử dụng trong khoảng 12 năm từ cuối năm 1793. Trong lịch này có 12 tháng, mỗi tháng 30 ngày, được gộp nhóm trong 3 tuần, mỗi tuần 10 ngày gọi là décades. 5 hay 6 ngày dôi ra là cần thiết để xấp xỉ với năm chí tuyến được đặt sau các tháng vào cuối mỗi năm. Một chu kỳ bốn năm kết thúc vào ngày nhuận được gọi là Franciade. Nó bắt đầu từ điểm thu phân:
- Thu:

1. Vendémiaire
2. Brumaire
3. Frimaire

- Đông:

1. Nivôse
2. Pluviôse
3. Ventôse

- Xuân:

1. Germinal
2. Floréal
3. Prairial

- Hè:

1. Messidor
2. Thermidor
3. Fructidor

### Lịch Iran/Ba Tư
Lịch Iran/Ba Tư, hiện tại được sử dụng tại Iran và Afghanistan, cũng có 12 tháng. Các tên gọi tiếng Ba Tư được ghi trong ngoặc.
1. Farvardin (فروردین), 31 ngày
2. Ordibehesht (اردیبهشت), 31 ngày
3. Khordad (خرداد), 31 ngày
4. Tir (تیر), 31 ngày
5. Mordad (مرداد), 31 ngày
6. Shahrivar (شهریور), 31 ngày
7. Mehr (مهر), 30 ngày
8. Aban (آبان), 30 ngày
9. Azar (آذر), 30 ngày
10. Dey (دی), 30 ngày
11. Bahman (بهمن), 30 ngày
12. Esfand (اسفند), 29 ngày hay 30 ngày trong năm nhuận

### Lịch Hồi giáo
Lịch Hồi giáo cũng có 12 tháng. Chúng được đặt tên như sau:
1. Muharram ul Haram (hay ngắn gọn là Muharram) محرّم
2. Safar صفر
3. Rabi`-ul-Awwal (Rabi' I) ربيع الأول
4. Rabi`-ul-Akhir (hay Rabi` al-Thaany) (Rabi' II) ربيع الآخر أو ربيع الثاني
5. Jumaada-ul-Awwal (Jumaada I) جمادى الأول
6. Jumaada-ul-Akhir (hay Jumaada al-Thaany) (Jumaada II) جمادى الآخر أو جمادى الثاني
7. Rajab رجب
8. Sha'aban شعبان
9. Ramadhan رمضان
10. Shawwal شوّال
11. Dhul Qadah (hay Thou al-Qi`dah) ذو القعدة
12. Dhul Hijja (hay Thou al-Hijjah) ذو الحجة

### Lịch Hindu
Lịch Hindu có các hệ thống đặt tên gọi khác nhau cho các tháng. Các tháng trong âm lịch Hindu là:
1. Chaitra
2. Vaishaakha
3. Jyaishtha
4. Aashaadha
5. Shraavana
6. Bhaadrapada
7. Aashvayuja
8. Kaartika
9. Maargashiirsha
10. Pausha
11. Maagha
12. Phaalguna

Chúng cũng là các tên gọi sử dụng trong lịch truyền thống Ấn Độ cho các tháng mới được định nghĩa lại.
Các tên gọi tháng trong dương lịch chỉ là tên gọi của các cung hoàng đạo mà Mặt Trời lần lượt đi qua
1. Mesha
2. Vrishabha
3. Mithuna
4. Kataka
5. Simha
6. Kanyaa
7. Tulaa
8. Vrishcika
9. Dhanus
10. Makara
11. Kumbha
12. Miina

### Lịch Tamil
1. Chitirai
2. Vaikasi
3. Aani
4. Aadi
5. Aavani
6. Purratasi
7. Aiypasi
8. Kaarthigai
9. Maargazhi
10. Thai
11. Maasi
12. Panguni

### Lịch Sinhala
1. Duruthu
2. Nawam
3. Madin
4. Bak (năm mới Sihala và Hindu)
5. Vesak
6. Poson
7. Asela
8. Nikini
9. Binara
10. Vap
11. Iil
12. Unduwap

### Lịch cổ Iceland/Bắc Âu cổ
Lịch Iceland cổ không còn được sử dụng chính thức nữa, nhưng một số lễ hội Iceland vẫn được tính dựa trên lịch này. Nó có 12 tháng, chia ra thành 2 nhóm, mỗi nhóm 6 tháng gọi là các "tháng mùa đông" và các "tháng mùa hè". Lịch này đặc biệt ở chỗ các tháng luôn luôn bắt đầu vào cùng một ngày trong tuần chứ không phải vào cùng một ngày trên lịch. Vì thế Þorri luôn luôn bắt đầu vào ngày thứ sáu đôi khi nằm trong khoảng từ 19 tháng 1 tới 25 tháng 1 (lịch Julius: 9 tháng 1 tới 15 tháng 1), Góa luôn luôn bắt đầu vào ngày chủ nhật trong khoảng từ 18 tháng 2 tới 24 tháng 2 (lịch Julius: 8 tháng 2 tới 14 tháng 2).
- Skammdegi ("Ngày ngắn")

1. Gormánuður (giữa tháng 10 - giữa tháng 11, "tháng giết mổ" hay "tháng Gór")
2. Ýlir (giữa tháng 11 - giữa tháng 12, "tháng Yule")
3. Mörsugur (giữa tháng 12 - giữa tháng 1, "tháng mút chất béo")
4. Þorri (giữa tháng 1 - giữa tháng 2, "tháng tuyết đóng băng")
5. Góa (giữa tháng 2 - giữa tháng 3, "tháng Góa, xem Nór")
6. Einmánuður (giữa tháng 3 - giữa tháng 4, "tháng cô độc" hay "tháng đơn lẻ")

- Náttleysi ("Ngày không có ban đêm")

1. Harpa (giữa tháng 4 - giữa tháng 5, Harpa là tên nữ giới, có lẽ là của vị nữ thần đã bị quên lãng, ngày đầu tiên của Harpa được kỷ niệm như là Sumardagurinn fyrsti - ngày đầu tiên của mùa hè)
2. Skerpla (giữa tháng 5 - giữa tháng 6, một vị nữ thần bị quên lãng khác)
3. Sólmánuður (giữa tháng 6 - giữa tháng 7, "tháng mặt trời")
4. Heyannir (giữa tháng 7 - giữa tháng 8, "tháng kinh doanh cỏ khô")
5. Tvímánuður (giữa tháng 8 - giữa tháng 9, "tháng thứ hai")
6. Haustmánuður (giữa tháng 9 - giữa tháng 10, "tháng mùa thu")

### Lịch Hungary cổ
Người Hungary cổ dùng lịch 12 tháng và dường như có yếu tố hoàng đạo trong bản chất nhưng cuối cùng đã trở thành tương ứng với các tháng trong lịch Gregory như dưới đây:
1. Boldogasszony hava (tháng 1, 'tháng người đàn bà hạnh phúc/linh thiêng')
2. Böjtelő hava (tháng 2, 'tháng ăn chay sớm/mùa chay' hay 'tháng trước ăn chay/mùa chay')
3. Böjtmás hava (tháng 3, 'tháng thứ hai của ăn chay/mùa chay')
4. Szent György hava (tháng 4, 'tháng thánh George')
5. Pünkösd hava (tháng 5, 'tháng hạ trần')
6. Szent Iván hava (tháng 6, 'tháng thánh Ivan')
7. Szent Jakab hava (tháng 7, 'tháng thánh James')
8. Kisasszony hava (tháng 8, 'tháng người đàn bà trẻ [Đức Mẹ đồng trinh]')
9. Szent Mihály hava (tháng 9, 'tháng thánh Michael')
10. Mindszent hava (tháng 10, 'tháng các thánh')
11. Szent András hava (tháng 11, 'tháng thánh Andrew')
12. Karácsony hava (tháng 12, 'tháng Yule/Christmas')

### Lịch Ai Cập cổ
Lịch dân sự Ai Cập cổ đại có năm với 365 ngày và chia thành 12 tháng, mỗi tháng 30 ngày, cộng thêm 5 ngày dôi ra (các ngày lễ hội) vào cuối năm. Các tháng chia ra thành 3 "tuần", mỗi tuần 10 ngày. Do một năm của lịch Ai Cập cổ đại ngắn hơn gần một phần tư ngày so với năm theo Mặt Trời và các sự kiện sao "lang thang" trong lịch, nên nó được nhắc tới như là Annus Vagus hay "Năm lang thang".
1. Thout
2. Paopi
3. Hathor
4. Koiak
5. Tooba
6. Emshir
7. Paremhat
8. Paremoude
9. Pashons
10. Paoni
11. Epip
12. Mesori

### Lịch Nisga'a
Lịch Nisga'a trùng với lịch Gregory với mỗi tháng nói tới một kiểu thu hoạch mùa màng được thực hiện trong tháng.
1. K'aliiyee = Trở về phương Bắc - nói tới sự quay trở lại của Mặt Trời về vị trí thông thường của nó trên bầu trời.
2. Buxwlaks = Lá kim bị thổi rụng - Tháng 2 thông thường là tháng nhiều gió trong thung lũng sông Nass
3. Xsaak = Ăn cá ốtme - Cá ốtme (Thaleichthys pacificus) được thu hoạch trong tháng này
4. Mmaal = Canoe - Sông tan băng, vì thế các canoe được sử dụng trở lại
5. Yansa'alt = Trổ lá - Thời tiết ấm đã tới và lá trên cây bắt đầu trổ
6. Miso'o = Cá hồi đỏ - Phần lớn các cuộc ngược dòng của cá hồi đỏ bắt đầu vào tháng này
7. Maa'y = Quả mọng - Mùa hái quả mọng
8. Wii Hoon = Đại cá hồi - Nói tới sự dồi dào cá hồi thành từng bầy
9. Genuugwwikw = Dấu vết của macmot - Macmot, chồn ecmin và các con thú giống như thế bị săn bắn
10. Xlaaxw = Ăn cá hồi - Ăn cá hồi chủ yếu trong thời gian này của năm
11. Gwilatkw = Che phủ - Đất bị "che phủ" bằng tuyết
12. Luut'aa = Ngồi một chỗ - Mặt Trời "ngồi" tại một chỗ trong một khoảng thời gian

### Lịch Ả Rập
| Tháng Gregory | Tháng Gregory | Tháng Ả Rập  | Tháng Ả Rập       |
| ------------- | ------------- | ------------ | ----------------- |
| Tháng 1       | يناير         | كانون الثاني | Kanoon Al-Thani   |
| Tháng 2       | فبراير        | شباط         | Shbaat            |
| Tháng 3       | مارس          | اذار         | Athar             |
| Tháng 4       | ابريل         | نيسان        | Nissan            |
| Tháng 5       | مايو          | أيّار         | Ayyar             |
| Tháng 6       | يونيو         | حزيران       | Hzeiran           |
| Tháng 7       | يوليو         | تمّوز         | Tammuz            |
| Tháng 8       | أغسطس         | اَب           | Aab               |
| Tháng 9       | سبتمبر        | أيلول        | Aylool            |
| Tháng 10      | أكتوبر        | تشرين الأول  | Tishreen Al-Awwal |
| Tháng 11      | نوفمبر        | تشرين الثاني | Tishreen Al-Thani |
| Tháng 12      | ديسمبر        | كانون الأول  | Kanoon Al-Awwal   |